# Piet Velthuizen
Piet Hubertus Velthuizen (* 3. November 1986 in Nijmegen) ist ein niederländischer Fußballtorhüter.

## Vereinskarriere
Velthuizen spielte in der Jugend von Quick 1888 in seiner Heimatstadt Nijmegen, ehe er zur SBV Vitesse nach Arnhem wechselte. Bei den Arnheimern unterzeichnete er zur Saison 2006/07 einen Profivertrag. Am 31. Dezember 2006 gab er sein Debüt in der Eredivisie. Das Spiel bei Heracles Almelo endete 2:2. Da Stammtorhüter Harald Wapenaar in der Winterpause zu Sparta Rotterdam wechselte und Neuzugang Vladimir Stojković noch nicht spielberechtigt war, erhielt Velthuizen zunächst das Vertrauen von Trainer Aad de Mos, musste jedoch nach sieben Spielen für den vom FC Nantes ausgeliehenen Stojković das Tor wieder räumen. Zur Saison 2007/08 ernannte de Mos ihn zum Stammtorhüter. In 66 Spielen dieser und der folgenden Saison blieb er 18-mal ohne Gegentor. Bis zum Saisonende 2009/10 kam er auf 107 Eredivisie-Einsätze für Vitesse.
Nach der Übernahme des Vereins durch den georgischen Investor Merab Schordania wechselte Velthuizen zur Saison 2010/11 zu Hércules Alicante. Beim Erstdivisionsaufsteiger unterschrieb er einen Vertrag über vier Jahre. Seit Juli 2011 ist er zurück in den Niederlanden bei der SBV Vitesse, konnte jedoch an den ersten Spielen der Eredivisie-Saison 2011/12 nicht teilnehmen, da Hércules ihm noch keine Freigabe erteilte. Dazu wäre der Klub erst bereit, wenn Velthuizen auf ausstehende Gehaltsforderungen verzichtete.

## Nationalmannschaft
Velthuizen gehörte in der Saison 2007/08 zum Kader der von Foppe de Haan trainierten U-21-Nationalmannschaft. Dreimal in Freundschaftsspielen sowie in einem Match der EM-Qualifikation (gegen Mazedonien) kam er zum Einsatz, musste aber letztlich Kenneth Vermeer den Stammplatz im Tor überlassen. Auch bei den Olympischen Spielen in Peking gehörte er zur niederländischen Mannschaft, musste sich dort aber ebenfalls mit der Rolle des Ersatzmannes zufriedengeben. Im März 2008 wurde er erstmals zur A-Nationalmannschaft eingeladen; beim EM-Vorbereitungsspiel gegen Österreich in Wien saß er auf der Bank, nachdem Edwin van der Sar und Maarten Stekelenburg abgesagt hatten. Am 5. September 2009 kam er zu seinem ersten Einsatz in Oranje. Nachdem Stekelenburg verletzungsbedingt ausgefallen war, durften der reguläre zweite Tormann Michel Vorm und Velthuizen im Freundschaftsspiel gegen Japan jeweils eine Halbzeit lang spielen.